# Luděk Hřebíček
Luděk Hřebíček (9. června 1934 Praha – 29. prosince 2015) byl český kvantitativní lingvista, turkolog, překladatel z turečtiny, ujgurštiny, kazaštiny, staroosmanštiny a čagatajštiny.

## Životopis
Vystudoval obory turečtina–perština na Filozofické fakultě Univerzity Karlovy v letech (1953–1958), poté absolvoval postgraduální studium tureckých jazyků Střední Asie v Orientálním ústavu Československé akademie věd (1960–1963) a získal hodnost kandidáta filologických věd (CSc.).
V roce 1992 získal na Masarykově univerzitě v Brně hodnost doktora věd (DrSc.).
Od roku 1958 pracoval v Orientálním ústavu Akademie věd České republiky (od roku 1964 jako vědecký pracovník). V letech 1960–1972 vyučoval turkologické obory na Filozofické fakultě Univerzity Karlovy. V roce 1992 získal stipendium pro studium kvantitativní lingvistiky na univerzitě v Bochumi.
Byl členem redakčních rad několika časopisů – holandského Journal of Quantitative Linguistics, německého ZeT-Zeitschrift für Empirische Textforschung a Archívu orientálního. Po počátečním zaměření na stylistiku a syntax tureckých jazyků se soustavně věnoval zkoumání obecných strukturních vlastností textu cestou formulování empirických hypotéz a jejich testování.

## Překladatelská činnost

### Překlady z čaghatajštiny
- Z gazelů středoasijských klasiků

### Překlady z kazaštiny
- Abaj Kunanbajev: Čtyřicet rozjímání o životě a lidech; Básně

### Překlady ze staroosmanštiny
- Yunus Emre: Z destánu o rozumu (úryvek z díla staroosmanského mystika, Nový Orient, 1991); Z gazelů (VB, Nový Orient, 9/1990)

### Překlady z turečtiny
Překládá z turečtiny poezii, prózu i divadelní hry.
- Oktay Akbal: Sen lásky; Tarzan zemřel; Tři povídky; Zadní dveře biografu
- Cevdet Anday: Jak se hraje mikádo
- Behçet Aysan: Hlasy a popely
- Halikarnas Balikçisi: Na udici chycená; Ostrov mořských panen
- Sulhi Dölek: Rodinné lázně
- Edgü, Ferti: Ve tmě
- Güler, Mehmet: Milovaný topol
- Yasa Kemal: Jeřábi se zlatými pery
- Samim Kocagöz: Povídka povídek
- Cemil Kavukçu: Na lodi
- Moderní turecká poezie (z díla Orhana Veliho)
- Aziz Nesin: Čtyři básně z neurologické kliniky; Do kopce (úryvky z autobiografie); Jak jsem páchal sebevraždu; Kéž vás Alláh na věky nám zachovati ráčí; Obchodní záležitost; Pán Ježíš a dva lidé; Na střeše je blázen; Spolknuté státní tajemství; Svatý člověk; Takhle to bylo, tak to dál nepůjde (úryvky z memoárů), Ulice Istanbulu (Böyle Gelmiş, Böyle Gitmez; Z nových básní; Zábava na neděli
- Ömer Nida: Vojákova píseň
- Kemal Özer: Kočka s obojkem; Pinka; Zlatý roh
- Demir Özlü: Hledat Cristinu Nilssonovou
- Abdülkadir Paksoy: Ze současné turecké poezie
- Ali Püsküllüoglu: Při pohledu na zataženou oblohu
- Mehmed Seyda: Počkej, já to napíšu
- Cemal Süreya: Fotografie
- Osman Türkay: Ze současné vesmírné poezie
- Nevzat Üstün: Člověk, který zůstal prázdný; O jednom zločinu; Prostitutka s kočkou
- Orhan Veli: Čeho se nemohu zříci; Přivírám oči, slyším Istanbul (22 básní, úvod)

### Překlady z ujgurštiny
- Jusuf z Balasugunu: Vědění být šťasten